# Freya von Moltke
Freya Gravin von Moltke (Keulen, 29 maart 1911 - Norwich, Vermont, 1 januari 2010), was een Duitse schrijfster, juriste en verzetsstrijdster tegen het nationaalsocialisme. Zij werd vooral bekend als weduwe van de verzetsstrijder Helmuth James von Moltke. 

## Leven
Freya von Moltke werd in 1911 geboren als dochter van de bankier Carl Theodor Deichmann. Zij studeerde rechten en promoveerde in 1935 aan de Friedrich-Wilhelms-Universiteit in Berlijn tot doctor in de rechtswetenschappen. 
In 1931 trouwde zij met Helmuth James von Moltke en richtte in 1940 met haar echtgenoot, Peter Yorck von Wartenburg en Marion Yorck von Wartenburg een groep op, die nadacht over een democratische maatschappij die zou komen na het einde van de nationaalsocialistische tirannie. Uit deze groep kwam, met een aantal gelijkgezinden, de Kreisauer Kreis voort, genoemd naar het landgoed van de familie von Moltke in het Silesische dorp Kreisau (tegenwoordig Krzyżowa in Polen). Freya organiseerde met deze groep drie bijeenkomsten: in mei 1942, oktober 1942 en juni 1943. Deze hadden als doel een blauwdruk voor de Duitse samenleving van na de Tweede Wereldoorlog te ontwerpen. Uiteindelijk werd Helmuth James von Moltke door de Gestapo gearresteerd en op 23 januari 1945 terechtgesteld. Freya vluchtte met hun twee zonen.
Na de oorlog woonde Freya von Moltke van 1947 tot 1956 in Zuid-Afrika, het vaderland van haar inmiddels overleden schoonmoeder; hier groeiden haar beide zoons op. Ze leerde de protestantse cultuurfilosoof Eugen Rosenstock-Huessy (1888-1973) kennen en vestigde zich in 1960 bij hem bij Norwich (Vermont) in de Verenigde Staten, waar ze tot haar dood geleefd heeft.
Met haar ondersteuning werd het landgoed van de Von Moltkes in Kreisau na 1990 omgevormd tot een ontmoetingsplek die ten dienste staat van de Duits-Poolse en Europese onderlinge verstandhouding. In 2004 werd in Berlijn de Freya-von-Moltke-Stichting voor het Nieuwe Kreisau opgericht met het doel de continuïteit van de ontmoetingsplaats in Kreisau te verzekeren en het daar verrichte werk te bevorderen. Freya von Moltke ondersteunde dit werk actief. Zij was daarnaast erevoorzitster van de stichtingsraad van de Stichting Kreisau voor Europees Inzicht.

## Boeken
- Briefe an Freya 1933–1945 (Brieven van haar man), C.H. Beck, München 2005³, ISBN 3-406-35279-0
- Erinnerungen an Kreisau 1930–1945, C.H. Beck, München 2003, ISBN 3-406-51064-7
- (met Annedore Leber): Für und wider, Entscheidungen in Deutschland 1918–1945, 1961
- Die Verteidigung Europäischer Menschlichkeit, in: Beilage zur Wochenzeitung Das Parlament van 28 juni 2004, Aus Politik und Zeitgeschichte, B 27/2004, Bonn 2004

- Bibsys: 98064767
- Bibliothèque nationale de France: cb121860988 (data)
- Catàleg d'autoritats de noms i títols de Catalunya: 981058525685006706
- CiNii: DA06255536
- Gemeinsame Normdatei: 119018454
- International Standard Name Identifier: 0000 0001 2101 4290
- Library of Congress Control Number: n88675978
- Nationale Bibliotheek van Letland: 000222351
- Nationale Bibliotheek van Tsjechië: mzk2011651221
- Nationale Bibliotheek van Israël: 987007265395905171
- Nationale Bibliotheek van Polen: a0000001602742
- Nederlandse Thesaurus van Auteursnamen: 073190721
- Réseau des bibliothèques de Suisse occidentale: 02-A003602825
- LIBRIS: 337659
- Système universitaire de documentation: 030448972
- Virtual International Authority File: 54192345
- WorldCat: E39PBJjCWJP7CyYfcDCgPtw6Kd